# Decipha bianor
Decipha bianor är en insektsart som först beskrevs av Ronald Gordon Fennah 1957.  Decipha bianor ingår i släktet Decipha och familjen Ricaniidae. Inga underarter finns listade i Catalogue of Life.